# 12 juillet 1986
Le samedi 12 juillet 1986 est le 193e jour de l'année 1986.

## Naissances
- 360, rappeur australien
- Abdellah Chebira, footballeur professionnel algérien
- Andreï Plekhanov, joueur de hockey sur glace russe
- Aren Davoudi, joueur de basket-ball iranien
- Didier Digard, footballeur français
- Diego Nunes, pilote automobile brésilien
- Gary Fico, chanteur français
- Ilka Wolf, chanteuse allemande
- Jérémy Guiraud, joueur de rugby à XIII français
- JP Pietersen, joueur de rugby sud-africain
- Jamie Grant, actrice néerlandaise
- Nick Vincent, joueur américain de baseball
- Rommel Pacheco, plongeur mexicain
- Sarah Troël, kayakiste française
- Simone Laudehr, footballeuse allemande

## Décès
- André Tassin (né le 23 février 1902), footballeur français
- Kurt Henkels (né le 16 décembre 1910), musicien allemand de jazz
- Wacław Kisielewski (né le 12 février 1943), musicien polonais

## Événements
- Fin de la télénovéla vénézuélienne Cristal